# Leopold Leichfried
Leopold Leichtfried (ur. 1870 w Jarosławiu, zm. 1936 w Jarosławiu) – polski legionista, starszy asesor Polskich Kolei Państwowych.

## Życiorys
Przed I wojną światową był członkiem strzeleckich drużyn sokolich. Będąc instruktorem kampanii strzeleckiej, we wrześniu 1914 wyruszył z Jarosławia pod komendą kapitana Dobrzańskiego w boje karpackie. W 1917 wszedł w skład jedenastoosobowego Wydziału Ścisłego, powstałej w tym czasie w Jarosławiu Polskiej Organizacji Narodowej, której zadaniem było ułatwienie dezercji Polaków wcielonym do armii austro-węgierskiej poprzez dostarczanie im dokumentów, odzieży i udzielanie schronienia. Narażając się na szykany ze strony austriackiego zaborcy, aktywnie wzbudzał w swoim otoczeniu ducha patriotyzmu. W lutym 1918 zorganizował strajk kolejarzy, podczas którego manifestował swą przynależność do państwa polskiego. Za karę przeniesiony został do służby w Tyrolu. Pomagał legionistom internowanych w Żurawicy i Marmarosz-Sziget w ucieczce dostarczając im zakupioną z własnych funduszy cywilną odzież i prowity. Był członkiem Komitetu Rządu Polskiego na powiat jarosławski w nocy z 31 października na 1 listopada 1918. Po odzyskaniu niepodległości, aż do zakończenia wojny polsko-bolszewickiejw w 1920 zaangażowany był w organizowanie kadr dla Wojska Polskiego. W latach 1920–1926 pełnił funkcję członka zarządu Towarzystwa Gimnastycznego „Sokół” w Jarosławiu. Do 1935 pełnił funkcję zastępcy prezesa Związku Strzeleckiego. Był bardzo aktywnym działaczem społecznym. W latach 1918–1935 był radnym miejskim. Należał do wielu organizacji i stowarzyszeń, pracując jednocześnie zawodowo na stanowisku kierownika administracyjnego „Gazety Jarosławskiej”.

## Literatura
- Ś.p. Leopold Leichtfried, „Gazeta Jarosławska” z 1936
- Kronika, „Tygodnik Jarosławski” z 1926